# Sibambea rotunda
Sibambea rotunda is een hooiwagen uit de familie Cosmetidae.